# DHL Singapore Open 1990
DHL Singapore Open 1990 — жіночий тенісний турнір, що проходив на відкритих кортах з твердим покриттям Kallang Tennis Centre у Сінгапурі. Належав до турнірів категорії Tier IV в рамках Туру WTA 1990. Турнір відбувся вп'яте і тривав з 23 квітня до 29 квітня 1990 року. Несіяна Наоко Савамацу здобула титул в одиночному розряді.

## Фінальна частина

### Одиночний розряд
Наоко Савамацу —  Сара Лузмор 7–6(7–5), 3–6, 6–4
- Для Савамацу це був перший титул в одиночному розряді за кар'єру.

### Парний розряд
Джо Дьюрі /  Джилл Гетерінгтон —  Паскаль Параді /  Катрін Сюїр 6–4, 6–1
- Для Дьюрі це був перший титул в парному розряді за сезон і 5-й (останній) - за кар'єру. Для Гетерінгтон це був перший титул в парному розряді за сезон і 10-й — за кар'єру.